# حسين الرشيد جمال الكاف
حسين الرشيد جمال الكاف وزير وسياسي يمني، تولى وزارة النفط في حكومة باسندوة حتى نوفمبر 2014.

## مؤهلات
- حصل على درجة البكالوريوس في علم الجيولوجيا من الجامعة الأمريكية في بيروت، لبنان عام 1964م.

## مناصب
- تولى منصب المدير العام لهيئة النفط والمعادن من العام 1979م إلى 1986م ثم تم تعيينه كنائب وزير في وزارة الطاقة والمعادن، في جمهورية اليمن الديمقراطية الشعبية.
- في عام 1989م تولى منصب رئيس مجلس الإدارة للشركة اليمنية للإستثمارات النفطيه والمعدنيه في صنعاء الجمهورية العربية اليمنية.
- في 16 يونيو 2014، تم تعيينه وزيراً للنفط والمعادن في حكومة باسندوة.